# Tectaria draconoptera
Tectaria draconoptera är en ormbunkeart som först beskrevs av D. C. Eat., och fick sitt nu gällande namn av Edwin Bingham Copeland. Tectaria draconoptera ingår i släktet Tectaria och familjen Tectariaceae. Inga underarter finns listade.